# Putaoa
Putaoa là một chi nhện trong họ Pimoidae.

## Các loài
- Putaoa huaping Hormiga & Tu, 2008
- Putaoa megacantha (Xu & Li, 2007)